# Lleons de Lisboa
Ho vam fer jugant a futbol. Pur, bonic, inventiu futbol.

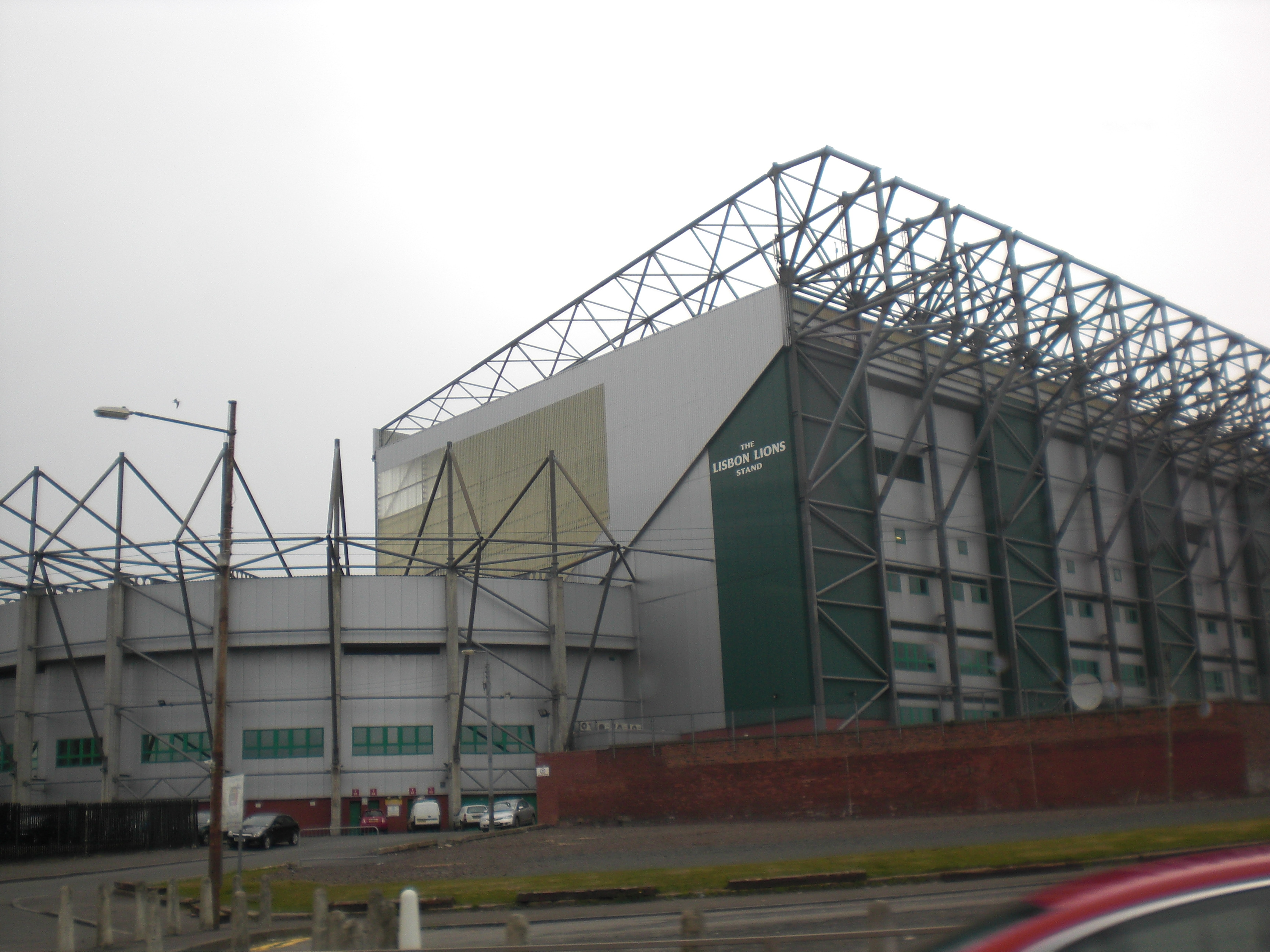
La graderia est del Celtic Park rep el nom en honor de l'equip.

Lleons de Lisboa (en anglès, Lisbon Lions) és el sobrenom que es va donar a l'equip del Celtic FC que va guanyar la Copa d'Europa a l'Estadio Nacional de Lisboa, Portugal, el 25 de maig de 1967, derrotant l'Inter de Milà per 2-1.

## Nom
El nom probablement es deu al fet que la mascota del club Sporting, amb seu a Lisboa, és un lleó i tots dos clubs porten franges horitzontals verdes i blanques.

## Esdeveniment

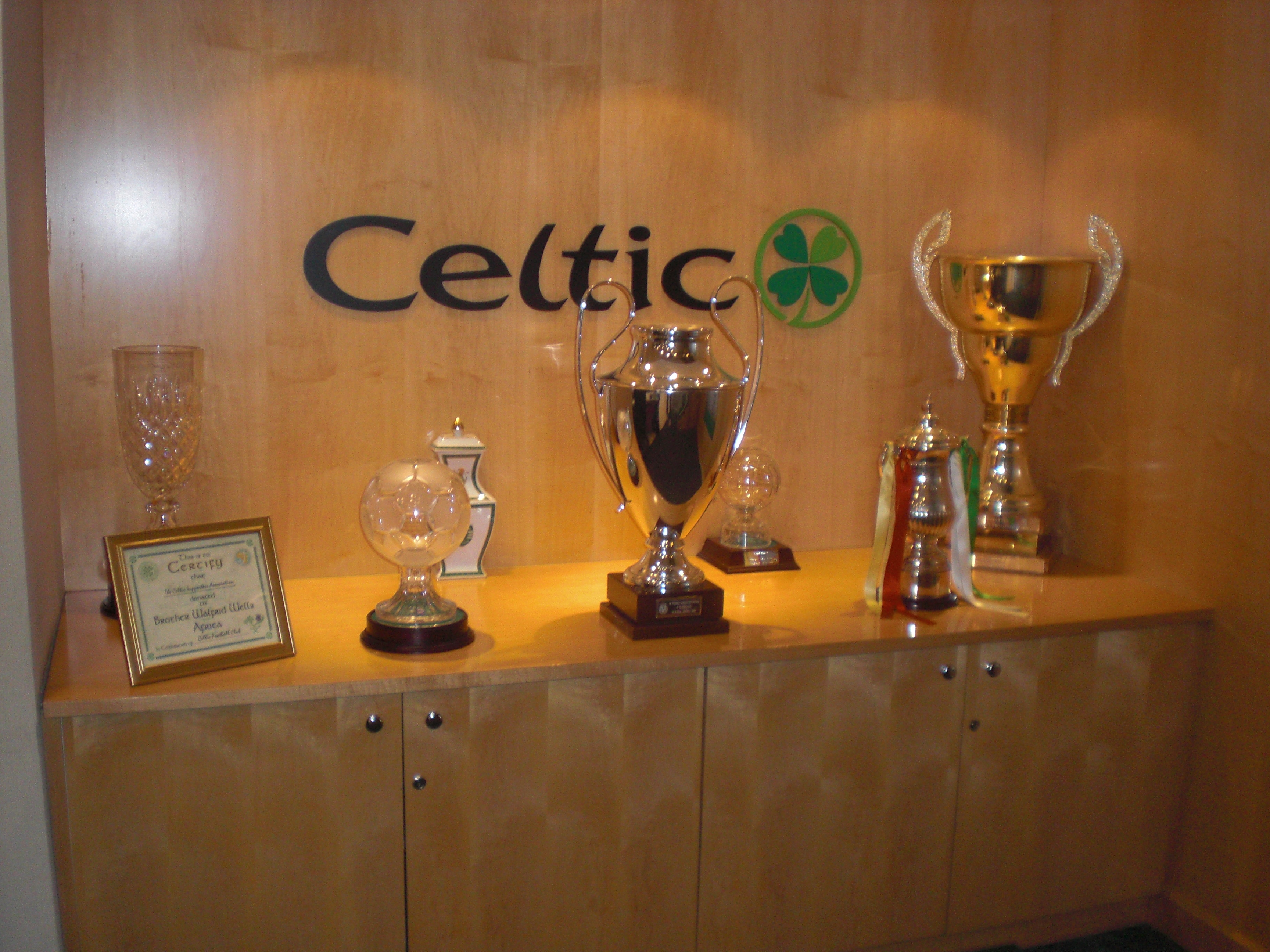
Una exposició d'alguns dels trofeus del Celtic, inclosa una rèplica de la Copa d'Europa amb un paper destacat

Tots els membres de l'equip de 15 homes, excepte dos, van néixer a menys de 16 quilòmetres de Celtic Park a Glasgow, Escòcia (Bobby Lennox va néixer a 48 quilòmetres de distància a Saltcoats, i Tommy Gemmell va néixer a Motherwell, a 17 quilòmetres de distància).  L'estil del Celtic era l'antítesi de l'estil defensiu cínic –però altament efectiu– de l'Inter. Jimmy Johnstone va descriure l'estil de l'equip com "com l'accelerador holandès ".
A l'estadi on el seu pare Valentino va jugar el seu últim partit, Sandro Mazzola va obrir el marcador per a l'Inter amb un penal al minut 7 després que Jim Craig hagués fet caure Renato Cappellini. Els italians es van retirar llavors a la seva famosa defensa d'11 homes. L'Inter no va guanyar ni un sol córner i va obligar el porter del Celtic, Ronnie Simpson, a fer només dues aturades. El Celtic va xutar dos cops al travesser i va fer 39 intents més a porteria, 13 dels quals van ser aturats pel porter italià Giuliano Sarti, set van ser blocats o desviats i 19 van anar fora de porteria. Craig va esmenar la seva errada de penal al minut 63, quan va cedir la pilota a Tommy Gemmell, que va xutar per empatar el Celtic. Quan faltaven 83 minuts, Gemmell va tenir espai i va passar la pilota a Bobby Murdoch, el xut del qual des de llarga distància va ser desviat per Stevie Chalmers, que va superar Sarti i va entrar a la xarxa.
El Celtic va ser el primer club britànic a guanyar la Copa d'Europa, i encara és l'únic club escocès que ha arribat a la final. Després d'haver triomfat ja a la màxima categoria escocesa, la Copa d'Escòcia i la Copa de la Lliga escocesa, els Lisbon Lions es van convertir en els primers guanyadors del Triplet europeu i continuen sent els únics guanyadors del llegendari Quàdruple. El Celtic també és un dels tres únics clubs europeus que han guanyat cinc trofeus en una sola temporada, gràcies al seu triomf a la Glasgow Cup contra el Partick Thistle. Van arribar a la final de la Copa d'Europa de nou el 1970, però van ser derrotats per 2-1 pel Feyenoord després de la pròrroga a l'estadi de San Siro de Milà.

## Resultats del Celtic a la Copa d'Europa de 1966–67
| Copa d'Europa 1966–67  | Copa d'Europa 1966–67            | Copa d'Europa 1966–67 | Copa d'Europa 1966–67 | Copa d'Europa 1966–67    | Copa d'Europa 1966–67         | Copa d'Europa 1966–67 |
| Data                   | Lloc                             | Rival                 | Puntuació             | Ronda                    | Golejadors del Celtic         |                       |
| ---------------------- | -------------------------------- | --------------------- | --------------------- | ------------------------ | ----------------------------- | --------------------- |
| 28 de setembre de 1966 | Celtic Park, Glasgow (H)         | Fußball-Club Zürich   | 2-0                   | Primera ronda, anada     | Gemmell, McBride              |                       |
| 5 d'octubre de 1966    | Letzigrund, Zúric (A)            | Fußball-Club Zürich   | 3-0                   | Primera ronda, tornada   | Gemmell (2, 1 pen.), Chalmers |                       |
| 30 de novembre de 1966 | Estadi Marcel Saupin, Nantes (A) | FC Nantes             | 3-1                   | Segunda ronda, anada     | McBride, Lennox, Chalmers     |                       |
| 7 de desembre de 1966  | Celtic Park, Glasgow (H)         | FC Nantes             | 3–1                   | Segunda ronda, tornada   | Johnstone, Chalmers, Lennox   |                       |
| 1 de març de 1967      | Estadi Karađorđe, Novi Sad (A)   | FK Voivodina          | 0-1                   | Quarts de final, anada   |                               |                       |
| 8 de març de 1967      | Celtic Park, Glasgow (H)         | FK Voivodina          | 2-0                   | Quarts de final, tornada | Chalmers, Mc Neill            |                       |
| 12 d'abril de 1967     | Celtic Park, Glasgow (H)         | Dukla Praga           | 3-1                   | Semifinal, anada         | Johnstone, Wallace (2)        |                       |
| 25 d'abril de 1967     | Stadion Juliska, Praga (A)       | Dukla Praga           | 0-0                   | Semifinal, tornada       |                               |                       |
| 25 de maig de 1967     | Estadi Nacional, Lisboa (N)      | Inter de Milà         | 2-1                   | Final                    | Gemmell, Chalmers             |                       |

## L'equip del Celtic a la final
1. Ronnie Simpson
2. Jim Craig
3. Tommy Gemmell
4. Bobby Murdoch
5. Billy McNeill (captain)
6. John Clark
7. Jimmy Johnstone
8. Willie Wallace
9. Stevie Chalmers
10. Bertie Auld
11. Bobby Lennox
12. John Fallon (porter suplent, no utilitzat)

- Jock Stein (Entrenador)
- Sean Fallon (Segon entrenador)
- Neil Mochan (Fisio)

Notes: El Celtic no portava números a les samarretes en aquell moment. Els números estaven cosits als seus pantalons curts.
Un segon porter era l'únic suplent permès en aquell moment. Els altres membres de l'equip que van jugar a Europa durant aquella temporada van ser Charlie Gallagher, John Hughes, Joe McBride i Willie O'Neill.

## Premis
- Equip esportiu de l'any de la BBC :

1967
- Premi Especial al Mèrit de la SPFA :

1992 (atorgat als Lisbon Lions)
- Saló de la Fama del Futbol Escocès :

2017 (incorporació dels Lisbon Lions)
- La Copa de l'Amor (Premis del Lord Provost):

2017 (el 50è aniversari)